# Tableau des médailles des Jeux olympiques d'hiver de 1964
Cet article présente le classement des médailles des Jeux olympiques d'hiver de 1964. Le CIO ne publie pas explicitement ce classement, mais publie des classements pour chaque Jeux. Ce tableau est trié par défaut selon le nombre de médailles d'or, puis, en cas d'égalité, selon le nombre de médailles d'argent, et enfin selon le nombre de médailles de bronze. En cas d'égalité parfaite, la convention est de lister les pays par ordre alphabétique. Au cours de ces Jeux, la Corée du Nord remporte sa première médaille aux Jeux olympiques d'hiver. Les Pays-Bas remportent leur première médaille d'or aux JO d'hiver.  
- Pays organisateur (Autriche, Innsbruck)

| Rang  | Nation                     | Or | Argent | Bronze | Total |
| ----- | -------------------------- | -- | ------ | ------ | ----- |
| 1     | Union soviétique           | 11 | 8      | 6      | 25    |
| 2     | Autriche                   | 4  | 5      | 3      | 12    |
| 3     | Norvège                    | 3  | 6      | 6      | 15    |
| 4     | Finlande                   | 3  | 4      | 3      | 10    |
| 5     | France                     | 3  | 4      | 0      | 7     |
| 6     | Équipe unifiée d'Allemagne | 3  | 3      | 3      | 9     |
| 7     | Suède                      | 3  | 3      | 1      | 7     |
| 8     | États-Unis                 | 1  | 2      | 4      | 7     |
| 9     | Canada                     | 1  | 1      | 1      | 3     |
| 10    | Pays-Bas                   | 1  | 1      | 0      | 2     |
| 11    | Royaume-Uni                | 1  | 0      | 0      | 1     |
| 12    | Italie                     | 0  | 1      | 3      | 4     |
| 13    | Corée du Nord              | 0  | 1      | 0      | 1     |
| 14    | Tchécoslovaquie            | 0  | 0      | 1      | 1     |
| Total | Total                      | 34 | 39     | 31     | 104   |